# Deutsche Handballmeisterschaft (Frauen) 1968
Für die Endrunde um die elfte deutsche Meisterschaft im Hallenhandball der Frauen hatten sich die Meister der fünf Regionalverbände Süd, Südwest, West, Nord und Berlin qualifiziert. Zunächst wurde ein Vorrundenspiel ausgetragen, dessen Sieger in das Halbfinale einzog. Die beiden Halbfinalsieger bestritten wie im Vorjahr in Hamburg (vor 1.200 Zuschauern) das Finale um die deutsche Meisterschaft. Deutscher Meister wurde der SC Union 03 Hamburg.

## Spielergebnisse

### Vorrunde
- OSC Berlin – Bayer Leverkusen 10:5

### Halbfinale
- SC Union 03 Hamburg – TV Vorwärts Frankfurt 18:4
- 1. FC Nürnberg – OSC Berlin 9:8 n. V.

### Finale
- SC Union 03 Hamburg – 1. FC Nürnberg 11:8